# Učenik (hrišćanstvo)
U istoriji hrišćanstva, učenicima su se nazivali pratioci i pristalice Isusa za vrijeme njegove službe. Dok je Isus imao veliki broj sljedbenika, izraz učenik se obično koristi za „Dvanaestoricu“, uži krug ljudi koji je možda predstavljao dvanaest plemena Izraela. Uz Dvanaestoricu, evanđelja i Djela apostolska navodi različiti broj učenika koji je varirao od 70 i 120 do „rastuće mase“. Isus je prihvatao žene i grešnike (one koji su prekršili zakone o čistoći) među svoje sljedbenike, iako nije jasno da li su bili učenici. U Djelima se navodi kako i sami Apostoli imaju učenike.

## Spoljašnje veze
- Blue Letter Bible Greek Lexicon page for "disciple"
- Catholic Encyclopedia: Disciple